# Talinum fruticosum
Talinum fruticosum er en flerårig, urteagtig plante, som stammer fra Mexico, Caribien, Mellemamerika og store dele af Sydamerika. Den dyrkes mange steder i de tropiske egne som en bladgrønsag.

## Beskrivelse
Planten danner en roset af skruestillede, omvendt ægformede eller ovale, tykke blade. Den blomsterbærende stængel kan efterhånden blive næsten træagtig. Den har ligeledes skruestillede til næsten modsatte, tykke blade, og den bærer en lille, endestillet stand, hvor de enkelte blomster er 5-tallige og regelmæssige med lyserøde kronblade.
Planten når en højde på ca. 50 cm

## Hjemsted
Planten hører oprindeligt hjemme i Mexico, Caribien, Mellemamerika og de nordlige dele af Sydamerika. Her vokser den i lysninger og langs veje i urskovsagtige planetsamfund. En rest på omtrent 41 ha af Caatinga-skoven, beliggende i Poço Verde, delstaten Sergipe, Brasilien, trives på tør bund og uden at være blevet plyndret for tømmer. Skoven er tæt, i næsten naturlig stand og under gendannelse. Her vokser arten sammen med bl.a. Almindelig Fennikel, Almindelig Ildkrone, Almindelig Pigæble), Basilikum, Bauhinia cheilantha (en art af Orkidetræ), Begonia ulmifolia (en art af Begonie), Capparis flexuosa (en art af Kapers), Croton campestris, Croton grewioides, Croton heliotropiifolius, Croton sonderianus,Croton tetradenius og Croton urticifolius (arter af Kroton), Heliotropium indicum (en art af Heliotrop), Ipomoea brasiliana, Ipomoea brasiliensis og Ipomoea hederifolia (arter af Pragtsnerle), Manihot dichotoma (en art af Maniok), Senna alata, Senna cana, Senna spectabilis og Senna uniflora (arter af Sennes) og Storfrugtet Natskygge samt Solanum gardneri, Solanum paniculatum og Solanum stipulaceum (andre arter af Natskygge)

## Anvendelse
Da Talinum fruticosum er rig på vitaminer, heriblandt A og C-vitamin, og også indeholder vigtige mineraler som jern og kalcium, bruges den meget som bladgrønsag. Da den desuden er rig på oxalsyre, bør personer med nyreproblemer, podagra og leddegigt undgå eller begrænse indtagelsen af denne plante. Den bliver dyrket i Vestafrika, Sydasien, Sydøstasien og i de varme dele af Nord- og Sydamerika. Ved siden af Celosia-arter er Talinum fruticosum én af de vigtigste grønsager i Nigeria. I Brasilien bliver den dyrket langs Amazonflodens bredder og den spises hovedsageligt i delstaterne Pará og Amazonas.

## Eksterne links
- EcoPort: Talinum triangulare - kort beskrivelse på (engelsk)
- Online Nigeria: Nigerian recipes - madopskrifter på (engelsk)